# Apodemus ponticus
Apodemus ponticus (Аподемус чорноморський) — вид роду Apodemus (Sylvaemus).

## Середовище проживання
Країни проживання: Вірменія, Азербайджан, Грузія, Російська Федерація. Середовище проживання та екологія аналогічні до Apodemus flavicollis. Населяють мішані ліси, лісостепи, трав'янисті поля і густі зарості.

## Поведінка
Головним чином нічний. Використовує природні гнізда або робить нори і комори живлення. Споживає насіння, зерно, горіхи і комах. робить запаси горіхів та інших продуктів харчування.
Відтворення відбувається в теплу пору року, розмір приплоду становить 5-6 дитинчат.

## Загрози та охорона
Ніяких серйозних загроз до цього виду нема. Проживає в охоронних територіях.